# Kija (Tschulym)
Die Kija (russisch Кия) ist ein etwa 548 km langer linker Nebenfluss des Tschulym in Sibirien im asiatischen Teil Russlands.

## Geographie
Die Kija entfließt in etwa 1250 m Höhe einem kleinen See an der Nordflanke des 1.489 m hohen Berges Medweschja („Bärenberg“) im Kusnezker Alatau, im Osten der Oblast Kemerowo unweit der Grenze zur Region Krasnojarsk. Der
Fluss durchfließt den Ostteil des Gebirges in einem engen, felsigen Tal, bis er beim Dorf Tschumai die Ebene erreicht. Hier setzt er seinen Verlauf weiterhin in nördlicher bis nordwestlicher Richtung in einem weiten Tal fort, nun abschnittsweise stark mäandrierend. Im Unterlauf erreicht der Fluss die Oblast Tomsk und mündet schließlich oberhalb des Dorfes und Rajonverwaltungszentrums Syrjanskoje auf 99 m Höhe in den Ob-Nebenfluss Tschulym.
Die wichtigsten Nebenflüsse sind Tjaschin (Тяжин) und Tschet (Четь) von rechts sowie Kundat (Кундат), Koschuch (Кожух), Tschebula (Чебула) und Antibes (Антибес) von links.

## Hydrologie
Das Einzugsgebiet der Kija umfasst 32.200 km². Die mittlere Wasserführung beim Dorf Okunejewo, 34 Kilometer oberhalb der Mündung (und noch oberhalb der Einmündung der Tschet), beträgt 167 m³/s bei einem minimalen Monatsmittel von 29,3 m³/s im März und einem maximalen Monatsmittel von 773 m³/s im Mai. Nahe der Mündung ist die Kija etwa 250 Meter breit und 1,5 Meter tief. Die Fließgeschwindigkeit beträgt hier 0,7 m/s.
Der Fluss gefriert von November bis April.

## Wirtschaft und Infrastruktur
Die Kija galt noch in den 1980er Jahren ab Mariinsk am Mittellauf für kleinere Fahrzeuge als schiffbar; heute ist nur der Unterlauf auf 13 Kilometern ab Krasnojarski Reid Binnenwasserstraße, wo die Tschet einmündet und eine Straße den Fluss überquert.
Ab den 1820er Jahren war die Region der Nebenflüsse der oberen Kija (darunter Kundat, Mokry Berikul, Suchoi Berikul) bedeutendes Goldfördergebiet. Der Goldbergbau wurde ab Beginn des 20. Jahrhunderts mit Verlagerung in die ostsibirischen Fördergebiete zurückgefahren, kam aber erst in den 1990er Jahren zum völligen Erliegen (Bergwerk in der Siedlung Berikulski). In Betrieb ist ein RUSAL gehörender Nephelintagebau (Aluminiumrohstoff) in Belogorsk am (Kijski) Schaltyr, einem kleinen Nebenfluss der oberen Kija (mit Bahnstation Kija-Schaltyr, Endpunkt einer 1968 eröffneten, 168 km langen Zweigstrecke von der Eisenbahnstrecke Atschinsk-Abakan).
Am Gebirgsabschnitt der Kija gibt es nur wenige Orte; der Flachlandabschnitt ist dichter besiedelt. Größter Ort ist hier die Stadt Mariinsk, wo die Transsibirische Eisenbahn (auf einer 250 m langen Brücke) und die Fernstraße M53 von Nowosibirsk nach Irkutsk den Fluss überqueren.